# بیلی کید
بیلی کید (انگلیسی: Billy Kidd؛ زادهٔ ۱۳ آوریل ۱۹۴۳) اسکی‌باز آلپاین اهل ایالات متحده آمریکا است.